# Csehszlovákia az 1984. évi téli olimpiai játékokon
Csehszlovákia a jugoszláviai Szarajevóban megrendezett 1984. évi téli olimpiai játékok egyik részt vevő nemzete volt. Az országot az olimpián 8 sportágban 50 sportoló képviselte, akik összesen 6 érmet szereztek.

## Érmesek
| Érem  | Versenyző | Sportág     | Versenyszám        |
| ----- | --- | ----------- | ------------------ |
| Ezüst | Nemzeti válogatott Jaroslav Benák Vladimír Caldr František Černík Milan Chalupa Miloslav Hořava Jiří Hrdina Arnold Kadlec Jaroslav Korbela Jiří Králík Vladimír Kýhos Jiří Lála Igor Liba Vincent Lukáč Dušan Pašek Pavel Richter Darius Rusnák Vladimír Růžička Jaromír Šindel Radoslav Svoboda Eduard Uvíra | Jégkorong   | Férfi              |
| Ezüst | Dagmar Švubová Blanka Paulů Gabriela Svobodová Květa Jeriová | Sífutás     | Női 4 × 5 km váltó |
| Bronz | Olga Charvátová | Alpesisí    | Női lesiklás       |
| Bronz | Jozef Sabovčík | Műkorcsolya | Férfi egyéni       |
| Bronz | Květa Jeriová | Sífutás     | Női 5 km           |
| Bronz | Pavel Ploc | Síugrás     | Egyéni, nagysánc   |

## Alpesisí
Női
| Versenyző                 | Versenyszám      | 1. futam      | 1. futam      | 2. futam      | 2. futam      | Összesítés | Összesítés |
| Versenyző                 | Versenyszám      | Idő           | Hely.         | Idő           | Hely.         | Idő        | Helyezés   |
| ------------------------- | ---------------- | ------------- | ------------- | ------------- | ------------- | ---------- | ---------- |
| Olga Charvátová           | Lesiklás         |               |               |               |               | 1:13,53    |            |
| Olga Charvátová           | Műlesiklás       | 49,65         | 12.           | 49,01         | 9.            | 1:38,66    | 10.        |
| Olga Charvátová           | Óriás-műlesiklás | 1:09,94       | 6.            | 1:12,63       | 10.           | 2:22,57    | 8.         |
| Jana Gantnerová-Šoltýsová | Lesiklás         |               |               |               |               | 1:14,14    | 5.         |
| Jana Gantnerová-Šoltýsová | Óriás-műlesiklás | 1:13,92       | 40.           | nem ért célba | nem ért célba | kiesett    | kiesett    |
| Alexandra Mařasová        | Műlesiklás       | nem ért célba | nem ért célba | kiesett       | kiesett       | kiesett    | kiesett    |
| Alexandra Mařasová        | Óriás-műlesiklás | 1:12,59       | 37.           | 1:13,78       | 21.           | 2:26,37    | 26.        |
| Ivana Valešová            | Lesiklás         |               |               |               |               | 1:16,43    | 24.        |
| Ivana Valešová            | Műlesiklás       | nem ért célba | nem ért célba | kiesett       | kiesett       | kiesett    | kiesett    |
| Ivana Valešová            | Óriás-műlesiklás | 1:12,17       | 31.           | 1:14,54       | 29.           | 2:26,71    | 28.        |

## Biatlon
| Versenyző                                           | Versenyszám      | Lövőhiba | Időeredmény | Helyezés |
| --------------------------------------------------- | ---------------- | -------- | ----------- | -------- |
| Zdeněk Hák                                          | 10 km sprint     | 3        | 33:19,3     | 23.      |
| Zdeněk Hák                                          | 20 km egyéni     | 6        | 1:19:05,5   | 15.      |
| Vítězslav Jureček                                   | 10 km sprint     | 0        | 32:26,5     | 13.      |
| Jan Matouš                                          | 10 km sprint     | 3        | 32:10,5     | 9.       |
| Jan Matouš                                          | 20 km egyéni     | 5        | 1:16:39,0   | 10.      |
| Jaromír Šimůnek                                     | 20 km egyéni     | 6        | 1:21:04,3   | 25.      |
| Jaromír Šimůnek Zdeněk Hák Peter Zelinka Jan Matouš | 4 × 7,5 km váltó | 4        | 1:42:40,5   | 6.       |

## Északi összetett
| Versenyző     | Síugrás | Síugrás | Sífutás | Sífutás | Sífutás | Összesítés | Összesítés |
| Versenyző     | Pont    | Hely.   | Idő     | Pont    | Hely.   | Pont       | Helyezés   |
| ------------- | ------- | ------- | ------- | ------- | ------- | ---------- | ---------- |
| Vladimír Frák | 179,7   | 24.     | 52:10,0 | 169,300 | 27.     | 349,000    | 25.        |
| Ján Klimko    | 186,9   | 21.     | 51:03,1 | 179,335 | 22.     | 366,235    | 22.        |

## Jégkorong
| Csehszlovák férfi jégkorongcsapat-játékoskeret                                                                       | Csehszlovák férfi jégkorongcsapat-játékoskeret                                                          | Csehszlovák férfi jégkorongcsapat-játékoskeret                                                        |
| --- | --- | --- |
| - Jaroslav Benák - Vladimír Caldr - František Černík - Milan Chalupa - Miloslav Hořava - Jiří Hrdina - Arnold Kadlec | - Jaroslav Korbela - Jiří Králík - Vladimír Kýhos - Jiří Lála - Igor Liba - Vincent Lukáč - Dušan Pašek | - Pavel Richter - Darius Rusnák - Vladimír Růžička - Jaromír Šindel - Radoslav Svoboda - Eduard Uvíra |

### Eredmények
B csoport
| Csapat           | M | Gy | D | V | G+ | G– | Gk  | P  |
| ---------------- | - | -- | - | - | -- | -- | --- | -- |
| Csehszlovákia    | 5 | 5  | 0 | 0 | 38 | 7  | +31 | 10 |
| Kanada           | 5 | 4  | 0 | 1 | 24 | 10 | +14 | 8  |
| Finnország       | 5 | 2  | 1 | 2 | 27 | 19 | +8  | 5  |
| Egyesült Államok | 5 | 1  | 2 | 2 | 16 | 17 | –1  | 4  |
| Ausztria         | 5 | 1  | 0 | 4 | 13 | 37 | –24 | 2  |
| Norvégia         | 5 | 0  | 1 | 4 | 15 | 43 | –28 | 1  |

| 1984. február 7. | Csehszlovákia (TCH) | 10 – 4 (2–0, 5–2, 3–2) | Norvégia | Szarajevó |

|  |  |  |  |  |
|  |  |  |  |  |
|  |  |  |  |  |
|  |  |  |  |  |

| 1984. február 9. | Csehszlovákia (TCH) | 4 – 1 (2–1, 1–0, 1–0) | Egyesült Államok | Szarajevó |

|  |  |  |  |  |
|  |  |  |  |  |
|  |  |  |  |  |
|  |  |  |  |  |

| 1984. február 11. | Csehszlovákia (TCH) | 13 – 0 (0–0, 6–0, 7–0) | Ausztria | Szarajevó |

|  |  |  |  |  |
|  |  |  |  |  |
|  |  |  |  |  |
|  |  |  |  |  |

| 1984. február 13. | Csehszlovákia (TCH) | 7 – 2 (4–1, 1–1, 2–0) | Finnország | Szarajevó |

|  |  |  |  |  |
|  |  |  |  |  |
|  |  |  |  |  |
|  |  |  |  |  |

| 1984. február 15. | Csehszlovákia (TCH) | 4 – 0 (1–0, 1–0, 2–0) | Kanada | Szarajevó |

|  |  |  |  |  |
|  |  |  |  |  |
|  |  |  |  |  |
|  |  |  |  |  |

Négyes döntő
| 1984. február 17. | Csehszlovákia (TCH) | 2 – 0 (0–0, 0–0, 2–0) | Svédország | Szarajevó |

|  |  |  |  |  |
|  |  |  |  |  |
|  |  |  |  |  |
|  |  |  |  |  |

| 1984. február 19. | Szovjetunió (URS) | 2 – 0 (1–0, 1–0, 0–0) | Csehszlovákia | Szarajevó |

|  |  |  |  |  |
|  |  |  |  |  |
|  |  |  |  |  |
|  |  |  |  |  |

Végeredmény
A táblázat tartalmazza
- az A csoportban lejátszott Szovjetunió – Svédország 10–1-es,
- a B csoportban lejátszott Csehszlovákia – Kanada 4–0-s eredményt is.

| Csapat        | M | Gy | D | V | G+ | G– | Gk  | P |
| ------------- | - | -- | - | - | -- | -- | --- | - |
| Szovjetunió   | 3 | 3  | 0 | 0 | 16 | 1  | +15 | 6 |
| Csehszlovákia | 3 | 2  | 0 | 1 | 6  | 2  | +4  | 4 |
| Svédország    | 3 | 1  | 0 | 2 | 3  | 12 | –9  | 2 |
| Kanada        | 3 | 0  | 0 | 3 | 0  | 10 | –10 | 0 |

| Csapat        | Helyezés |
| ------------- | -------- |
| Csehszlovákia |          |

## Műkorcsolya
| Versenyző      | Versenyszám  | Kötelező elemek   | Kötelező elemek | Kötelező elemek | Rövid program     | Rövid program | Rövid program | Kűr               | Kűr   | Kűr         | Összesítés         | Összesítés |
| Versenyző      | Versenyszám  | Több. hely. száma | Hely.           | Hely. pont.     | Több. hely. száma | Hely.         | Hely. pont.   | Több. hely. száma | Hely. | Hely. pont. | Helyezési pontszám | Helyezés   |
| -------------- | ------------ | ----------------- | --------------- | --------------- | ----------------- | ------------- | ------------- | ----------------- | ----- | ----------- | ------------------ | ---------- |
| Jozef Sabovčík | Férfi egyéni | 5×4+              | 4.              | 2,4             | 5×5+              | 5.            | 2,0           | 6×3+              | 3.    | 3,0         | 7,4                |            |

| Versenyző                | Versenyszám | Kötelező tánc     | Kötelező tánc | Kötelező tánc | Eredeti (original) tánc | Eredeti (original) tánc | Eredeti (original) tánc | Kűr               | Kűr   | Kűr         | Összesítés         | Összesítés |
| Versenyző                | Versenyszám | Több. hely. száma | Hely.         | Hely. pont.   | Több. hely. száma       | Hely.                   | Hely. pont.             | Több. hely. száma | Hely. | Hely. pont. | Helyezési pontszám | Helyezés   |
| ------------------------ | ----------- | ----------------- | ------------- | ------------- | ----------------------- | ----------------------- | ----------------------- | ----------------- | ----- | ----------- | ------------------ | ---------- |
| Jindra Holá Karol Foltán | Jégtánc     | 5×13+             | 14.           | 8,4           | 7×13+                   | 12.                     | 4,8                     | 9×13+             | 13.   | 13,0        | 26,2               | 13.        |

## Sífutás
Férfi
| Versenyző    | Versenyszám | Eredmény  | Helyezés |
| ------------ | ----------- | --------- | -------- |
| Miloš Bečvář | 15 km       | 44:00,8   | 29.      |
| Miloš Bečvář | 30 km       | 1:34:37,2 | 27.      |
| Miloš Bečvář | 50 km       | 2:25:23,7 | 23.      |
| Pavel Benc   | 15 km       | 46:03,8   | 46.      |
| Pavel Benc   | 30 km       | 1:36:30,3 | 34.      |

Női
| Versenyző                                                                       | Versenyszám    | Eredmény  | Helyezés |
| ------------------------------------------------------------------------------- | -------------- | --------- | -------- |
| Květa Jeriová                                                                   | 5 km           | 17:18,3   |          |
| Květa Jeriová                                                                   | 10 km          | 32:58,7   | 10.      |
| Květa Jeriová                                                                   | 20 km          | 1:04:56,2 | 12.      |
| Viera Klimková                                                                  | 20 km          | 1:06:59,9 | 24.      |
| Anna Pasiarová                                                                  | 10 km          | 34:35,9   | 27.      |
| Anna Pasiarová                                                                  | 20 km          | 1:05:35,7 | 16.      |
| Blanka Paulů                                                                    | 5 km           | 17:56,6   | 13.      |
| Blanka Paulů                                                                    | 10 km          | 33:07,8   | 13.      |
| Blanka Paulů                                                                    | 20 km          | 1:03:16,9 | 4.       |
| Gabriela Svobodová-Sekajová                                                     | 5 km           | 17:59,8   | 15.      |
| Gabriela Svobodová-Sekajová                                                     | 10 km          | 33:29,1   | 14.      |
| Dagmar Palečková-Švubová                                                        | 5 km           | 18:15,3   | 20.      |
| Dagmar Palečková-Švubová Blanka Paulů Gabriela Svobodová-Sekajová Květa Jeriová | 4 × 5 km váltó | 1:07:34,7 |          |

## Síugrás
| Versenyző         | Versenyszám | 1. ugrás | 1. ugrás | 2. ugrás | 2. ugrás | Összesítés | Összesítés |
| Versenyző         | Versenyszám | Pont     | Hely.    | Pont     | Hely.    | Pont       | Helyezés   |
| ----------------- | ----------- | -------- | -------- | -------- | -------- | ---------- | ---------- |
| Ladislav Dluhoš   | Nagysánc    | 101,1    | 5.       | 84,4     | 25.      | 185,5      | 12.        |
| Jiří Parma        | Normálsánc  | 92,6     | 24.**    | 110,1    | 3.       | 202,7      | 10.        |
| Jiří Parma        | Nagysánc    | 81,8     | 31.      | 92,2     | 17.      | 174,0      | 23.        |
| Pavel Ploc        | Normálsánc  | 101,1    | 10.*     | 97,4     | 18.      | 198,5      | 14.        |
| Pavel Ploc        | Nagysánc    | 97,1     | 9.       | 105,8    | 4.       | 202,9      |            |
| Vladimír Podzimek | Normálsánc  | 88,9     | 34.      | 78,5     | 45.      | 167,4      | 39.        |
| Vladimír Podzimek | Nagysánc    | 88,6     | 24.      | 105,9    | 3.       | 194,5      | 8.         |
| Martin Švagerko   | Normálsánc  | 84,2     | 40.      | 77,5     | 47.      | 161,7      | 42.        |

* - egy másik versenyzővel azonos eredményt ért el

** - két másik versenyzővel azonos eredményt ért el

## Szánkó
| Versenyző                        | Versenyszám | 1. futam | 1. futam | 2. futam | 2. futam | 3. futam | 3. futam | 4. futam | 4. futam | Összesítés | Összesítés |
| Versenyző                        | Versenyszám | Idő      | Hely.    | Idő      | Hely.    | Idő      | Hely.    | Idő      | Hely.    | Idő        | Helyezés   |
| -------------------------------- | ----------- | -------- | -------- | -------- | -------- | -------- | -------- | -------- | -------- | ---------- | ---------- |
| Martin Förster                   | Férfi egyes | 47,691   | 20.      | 47,718   | 20.      | 47,756   | 20.      | 47,528   | 19.      | 3:10,693   | 18.        |
| Stanislav Ptáčník                | Férfi egyes | 48,133   | 24.      | 47,746   | 21.      | 47,706   | 19.      | 48,060   | 24.      | 3:11,645   | 23.        |
| Mária Jasenčáková                | Női egyes   | 42,692   | 9.       | 43,171   | 14.      | 42,849   | 14.      | 42,538   | 15.      | 2:51,250   | 12.        |
| Stanislav Ptáčník Martin Förster | Kettes      | 44,361   | 14.      | 43,562   | 14.      |          |          |          |          | 1:27,923   | 14.        |